# Monte Holloway
Il Monte Holloway è una montagna dell'Antartide, alta 2.659 m, situato tra il Ghiacciaio Swinford e la Table Bay nella catena montuosa dei Monti della Regina Alessandra, nella Dipendenza di Ross.
La denominazione è stata assegnata dal Comitato consultivo dei nomi antartici (US-ACAN) in onore di Harry L. Holloway, biologo dell'United States Antarctic Research Program in servizio presso la Stazione McMurdo nel 1964-65.